# Sottocapo di seconda classe
Il grado di sottocapo di seconda classe (codice NATO OR-4) è il secondo della categoria dei graduati della Marina Militare, superiore a quello di sottocapo di terza classe e inferiore al sottocapo di prima classe.

## Distintivo
Il distintivo di grado è formato da un arco, un gallone ed un baffo (o galloncino) rossi e applicato sulle maniche delle uniformi ordinarie a metà tra spalla e gomito, oppure sulla controspalline di quelle di servizio.
Appena al di sopra del grado è applicato anche il distintivo di specialità.

## Altre forze armate e forze di polizia
Il grado è omologo a quello di caporal maggiore scelto dell'Esercito Italiano, primo aviere scelto dell'Aeronautica Militare, carabiniere scelto dell'Arma dei Carabinieri.
Nella Guardia di Finanza, che è un corpo militare e allo stesso tempo forza di polizia, il grado omologo è finanziere mentre nella Polizia di Stato	e nella Polizia penitenziaria, che sono forze di polizia, la qualifica equivalente è agente.
Il codice di equivalenza NATO è OR-4.

## Nelle altre marine
Corrispettivo del sottocapo di seconda classe, nella Marina statunitense, è  il grado di petty officer second class.

## Corrispondenze
| Anni di servizio                                                          | Esercito Italiano                                                   | Marina Militare                                                          | Aeronautica Militare                                            | Carabinieri                         |
| ------------------------------------------------------------------------- | ------------------------------------------------------------------- | ------------------------------------------------------------------------ | --------------------------------------------------------------- | ----------------------------------- |
| Alla nomina                                                               | Graduato (Primo caporal maggiore)                                   | Sottocapo di terza classe                                                | Aviere capo                                                     | Carabiniere                         |
| Dopo 1 anno nel grado precedente (per i carabinieri dopo 4 anni e 6 mesi) | Graduato scelto (Caporal maggiore scelto)                           | Sottocapo di seconda classe                                              | Primo aviere scelto                                             | Carabiniere scelto                  |
| Dopo 5 anni nel grado precedente                                          | Graduato capo (Caporal maggiore capo)                               | Sottocapo di prima classe                                                | Primo aviere capo                                               | Appuntato                           |
| Dopo 4 anni nel grado precedente                                          | Primo graduato (Caporal maggiore capo scelto)                       | Sottocapo scelto (Sottocapo di prima classe scelto)                      | Primo graduato (Primo aviere capo scelto)                       | Appuntato scelto                    |
| Dopo 5 anni nel grado precedente                                          | Graduato aiutante (Caporal maggiore capo scelto qualifica speciale) | Sottocapo aiutante (Sottocapo di prima classe scelto qualifica speciale) | Graduato aiutante (Primo aviere capo scelto qualifica speciale) | Appuntato scelto qualifica speciale |

### Riferimenti normativi
- Decreto legislativo 15 marzo 2010, n. 66, in materia di "Codice dell'ordinamento militare" aggiornato.
- Decreto del presidente della Repubblica 15 marzo 2010, n. 90, in materia di "Testo unico delle disposizioni regolamentari in materia di ordinamento militare" aggiornato
- NATO, APersP-01. NATO Codes for Grades of Military Personnel. Edition A, Version 3 [APersP-01. Codici per i gradi del personale militare della NATO, edizione A, versione 3], in STANAG 2116, Bruxelles, NATO Standardization Office, 16 giugno 2022.

### Testi
- Riccardo Busetto, Il dizionario militare: dizionario enciclopedico del lessico militare, Bologna, Zanichelli, 2004, ISBN 978-88-08-08937-3.